# Google Fonts
Google Fonts (anteriormente chamado de Google Web Fonts) é uma biblioteca com mais de 800 fontes livres licenciadas, um diretório web interativo para navegar na biblioteca, e APIs para usar convenientemente as fontes através de CSS e Android.

## Detalhes
O diretório foi lançado em 2010 e renovado em 2011 e 2016. A maioria das fontes é liberada sob a SIL Open Font License 1.1, enquanto algumas são lançadas sob a licença Apache; ambas são licenças livres. A biblioteca de fontes também é distribuída pela SkyFonts, da Monotype, e Edge Web Fonts, da Adobe, e serviços do Typekit.
O diretório do Google Fonts destina-se a permitir a descoberta e a exploração de fontes, e o serviço é usado extensivamente com mais de 17 trilhões de fontes servidas, o que significa que cada uma de suas 877 fontes foi baixada mais de 19 bilhões de vezes, o que significa que cada pessoa na Terra tem, em média, baixado cada fonte pelo menos duas ou três vezes. Fontes populares incluem Open Sans, Roboto, Lato, Slabo 27px, Oswald e Lobster.
A biblioteca é mantida através do repositório do Google Fonts no GitHub (github.com/google/fonts), onde todos os arquivos de fonte podem ser obtidos diretamente. Arquivos de origem de muitas fontes estão disponíveis a partir dos repositórios do Git dentro da organização Github (github.com/googlefonts), juntamente com as ferramentas de software livre  utilizadas pela comunidade do Google Fonts.